# Grantia mexico
Grantia mexico är en svampdjursart som beskrevs av Hozawa 1940. Grantia mexico ingår i släktet Grantia och familjen Grantiidae. Inga underarter finns listade i Catalogue of Life.